# Rinorea ilicifolia
Rinorea ilicifolia (Welw. ex Oliv.) Kuntze – gatunek roślin z rodziny fiołkowatych (Violaceae). Występuje naturalnie w Afryce Subsaharyjskiej – Senegalu, Gwinei-Bissau, Gwinei, Sierra Leone, Liberii, Wybrzeżu Kości Słoniowej, Ghanie, Beninie, Nigerii, Republice Środkowoafrykańskiej, Kamerunie, Gabonie, Kongo, Demokratycznej Republice Konga, Angoli, Południowej Afryce, Malawi, Mozambiku, na Madagaskarze, w Tanzanii, Burundi, Ugandzie, Kenii, Etiopii oraz Sudanie. 

## Morfologia
PokrójZimozielone drzewo lub krzew. Dorasta do 1–5 m wysokości.
LiścieBlaszka liściowa jest skórzasta i ma eliptyczny kształt. Mierzy 8–16 cm długości oraz 4–8 cm szerokości, jest ząbkowana lub piłkowana na brzegu, ma klinową nasadę i spiczasty wierzchołek. Przylistki są lancetowate i osiągają 10–17 mm długości. Ogonek liściowy jest nagi i ma 10–20 mm długości.
KwiatyZebrane w wiechach wyrastających z kątów pędów lub na ich szczytach. Mają działki kielicha o owalnym kształcie i dorastające do 2–3 mm długości. Płatki są eliptyczne, mają białą barwę oraz 5 mm długości.
OwoceTorebki mierzące 10-20 mm średnicy, o kulistym kształcie.

## Biologia i ekologia
Rośnie w lasach oraz na terenach bagnistych. Występuje na wysokości do 1800 m n.p.m.

## Zmienność
W obrębie tego gatunku oprócz podgatunku nominatywnego wyróżniono jeden podgatunek oraz jedną odmianę:
- R. ilicifolia var. amplexicaulis Grey-Wilson – występuje w Tanzanii[6]
- R. ilicifolia subsp. spinosa (Boivin ex Tul.) Grey-Wilson – występuje na Madagaskarze i Komorach[7]. Dorasta do 1 m wysokości. Blaszka liściowa ma podługowato lancetowaty lub odwrotnie jajowaty kształt. Mierzy 10–20 cm długości oraz 3,5–5 cm szerokości, jest ząbkowana i karbowana na brzegu, ma zbiegającą po ogonku nasadę i spiczasty wierzchołek. Przylistki są lancetowate i osiągają 10 mm długości. Ogonek liściowy jest nagi i ma 5–20 mm długości. Kwiaty są zebrane w wiechach wyrastających na szczytach pędów. Mają działki kielicha o lancetowatym kształcie i dorastające do 2–3 mm długości. Płatki są odwrotnie jajowate, mają białą barwę oraz 3–4 mm długości. Owocami są Torebki o niemal kulistym kształcie. Rośnie w lasach i zaroślach. Występuje na wysokości do 1000 m n.p.m.[8]